# جون جي. تسيغلر
جون جي. تسيغلر (بالإنجليزية: John G. Ziegler)‏ هو عالم أمريكي، ولد في 21 أغسطس 1909، وتوفي في 9 ديسمبر 1997 في سكوتسديل في الولايات المتحدة.